# 동남아시아
동남아시아(영어: Southeast Asia, 중국어: 东南亚, 베트남어: Đông Nam Á, 태국어: เอเชียตะวันออกเฉียงใต้, 문화어: 동남아세아, 東南亞細亞)는 아시아 대륙의 남동쪽에 위치한 지역으로, 인도양과 태평양을 연결하는 전략적 요충지다. 지리적으로는 인도차이나 반도와 말레이 제도로 구성되었다.

## 국가
동남아시아에는 다음의 국가 또는 지역이 있다.
| 국명       | 공용어                         | 수도                           | 면적Km²   | 면적비율 % |
| ---------- | ------------------------------ | ------------------------------ | --------- | ---------- |
| 인도네시아 | 인도네시아어                   | 자카르타                       | 1,904,569 | 100.0      |
| 미얀마     | 버마어                         | 네피도                         | 676,578   | 35.39      |
| 태국       | 태국어                         | 방콕                           | 514,000   | 26.84      |
| 베트남     | 베트남어                       | 하노이                         | 331,212   | 17.35      |
| 말레이시아 | 말레이어                       | 쿠알라룸푸르・푸트라자야(행정) | 329,847   | 17.26      |
| 필리핀     | 필리핀어・영어                 | 마닐라                         | 300,000   | 15.69      |
| 라오스     | 라오어                         | 비엔티안                       | 236,800   | 12.39      |
| 캄보디아   | 크메르어                       | 프놈펜                         | 181,035   | 9.47       |
| 동티모르   | 테툼어・포르투갈어             | 딜리                           | 14,609    | 0.78       |
| 브루나이   | 말레이어                       | 반다르스리브가완               | 5,765     | 0.30       |
| 싱가포르   | 말레이어・중국어・영어・타밀어 | 싱가포르                       | 718.3     | 0.04       |

## 나라
| 베트남필리핀미얀마라오스태국캄보디아말레이시아싱가포르인도네시아브루나이동티모르뉴기니섬 서쪽 (인도네시아)뉴기니섬 동쪽 · (파푸아뉴기니)class=notpageimage\| 동남아시아(Southeast Asia)의 나라들 (표시한 위치는 각 나라의 수도이다) · 라벨 색상 : 동남아시아의 인도차이나반도에 속한 나라·지역 · 라벨 색상 : 동남아시아의 말레이 제도에 속한 나라·지역 · 점의 색상 : 동남아시아에 포함되기도 하는 나라·지역 |

참고 : 말레이시아의 영토는 보르네오 섬과 인도차이나반도(말레이반도)에 속해 있어 애매한 점이 있음.
수도는 인도차이나반도(말레이반도)에 위치해 있다.

## 특징

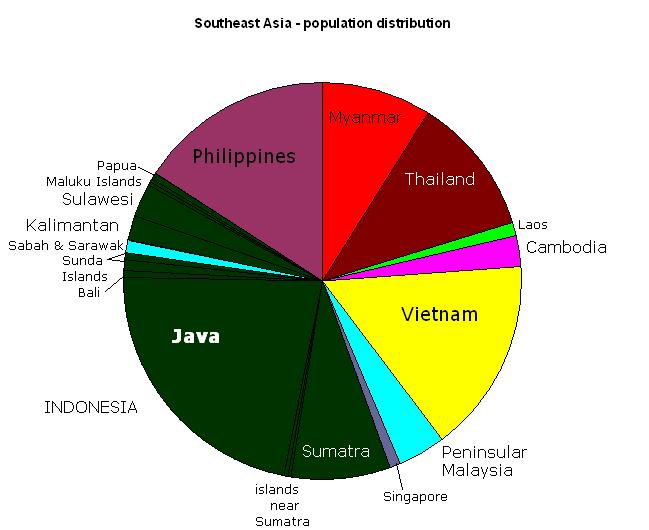
나라별 도표

뉴기니섬의 서쪽 부분인 이리안자야는 인종적으로나 문화적으로나 오세아니아에 속하지만 인도네시아의 일부분이기 때문에 동남아시아에 속한다고 보는 견해가 우세하다. 때로는 파푸아뉴기니도 동남아시아에 속한다고 보기도 한다.
Australo-Melanesian 혹은 Australoid들이 살던 지역이나 여러 계열의 몽골로이드들이 진출하여 주류 인종이 되었고 나중에 유럽인이나 인도인, 중동인들까지 몰려와서 인종적인 다양성이 크다.
동티모르를 제외한 모든 동남아시아 국가들은 동남아시아 국가연합(Association of Southeast Asian Nations, ASEAN)을 구성하고 있다.
말레이시아는 남중국해를 사이에 두고 대륙 본토와 보르네오섬으로 나뉘어 있으나, 말레이 제도의 일부로 본다.
동남아시아는 면적이 450만km²가 넘고 인구는 약 6억7500만명(2022년 기준)으로 세계 인구의 12분의 1에 해당하며, 그 중 1억5000만명이 인도네시아 자바섬에 살고 있다.
이 지역의 주요 종교는 불교와 이슬람교로, 태국, 미얀마, 베트남, 라오스, 캄보디아 사람들의 대부분은 불교를 믿고 있으며, 말레이 제도의 말레이시아, 브루나이, 인도네시아, 즉 도서 지역에는 이슬람교가 널리 퍼져 있다. 필리핀과 동티모르는 유럽국가인 스페인과 포르투갈의 지배를 거쳤기에 가톨릭이 우세하다. 또한 과거부터 중국 문화와 함께 인도 문화의 영향을 많이 받았기에 발리처럼 힌두교를 믿는 곳도 일부 존재한다. 영국의 지배를 받고 화교가 다수지만 말레이인과 타밀인이 공존하는 싱가포르의 경우는 30% 정도의 불교와 20% 근접한 기독교 및 무종교인 그리고 15% 이상의 이슬람교, 5% 정도 힌두교 등이 공존하여 종교적으로 다양성이 있고 어느 한 종교가 우세하다고 말하기 힘들다. 
태국은 비교적 개방적이고 서구문명에 많이 물들어 있어 화려함이 돋보인다. 따라서 이름있는 관광지라면 다양한 엔터테인먼트를 즐길 수 있고 퇴폐 문화도 곳곳에 도사리고 있다. 이에 비해 말레이시아는 이슬람 국가 특유의 엄격함이 사회를 지배하고 있다. 관광지의 시설들은 최고 수준을 자랑하고 있지만 타이처럼 화려한 엔터테인먼트나 퇴폐 문화를 찾아 볼 수 없다. 예를 들어 해변휴양지에는 건전한 해양 스포츠를 즐길 수 있는 시설 이외에 화려한 쇼 같은 공연 장소 등을 찾기가 힘들다. 싱가포르도 말레이시아처럼 엄격하기는 하지만 관광객들을 위한 엔터테인먼트는 태국 이상으로 화려해 타이와 말레이시아를 복합한 듯한 인상을 준다.:68
이 지역에서는 축구가 인기를 끌고 있으나 미국의 지배하에 있었던 필리핀만은 농구가 인기를 끌고 있다.

## 언어
말레이 제도(말레이시아, 인니, 필리핀 등)에서는 마인어, 필리핀어 등의 오스트로네시아어족이 주로 쓰이고, 인도차이나반도에서는 따이까다이어족(태국어, 라오스어등), 오스트로아시아어족(베트남어, 크메르어 등)이 쓰이는 등 풍부한 언어적 다양성의 지역이다. 한자의 영향을 많이 받은 베트남어를 제외한 대부분의 언어는 남아시아의 산스크리트어에서 가장 큰 영향을 받아, 수많은 범어 어휘를 공유한다.
말레이 제도의 남도어족 제어는 모두 로마자로 표기하며, 인도차이나 제어는 로마자로 표기되는 베트남어를 제외하면 거의 인도 아대륙에서 기원한 아부기다 계열의 독자적 문자를 이용한다.
유럽의 식민제국에 의해 식민지배를 받은 결과로, 영어, 프랑스어 등의 언어가 아직도 일부 지역에서 쓰이고 있으며, 화교가 많은 지역이기도 하기에, 표준중국어를 비롯한 광동어, 민남어, 객가어 등의 중국어 방언 역시 화교사회에서 지속적으로 쓰인다. 특히 싱가포르는 영어가 모국어화되어 있으며 각 민족 별로 중국어와 말레이어, 타밀어가 쓰인다. 
그 외에도 가끔 한국어, 일본어, 타밀어 등을 사용하는 지역도 존재한다. 

## 기후
주로 열대 기후를 띠며 적도 부근에 위치하여 연중 기온이 높은 열대 기후가 나타난다. 그러나 북부 베트남은 아열대 기후를 가지고 있다. 또한 계절풍 기후가 나타난다. 대부분 지역은 계절풍의 영향을 받아 짧은 건기를 제외하고는 강수량이 많다.

### 항공
동남아시아를 여행하는데 가장 많이 이용하는 교통 수단은 항공편이다. 섬 나라가 많은데다 열대우림 등으로 뒤덮인 지역이 대부분이어서 육상교통이 발달하지 못했기 때문이다. 섬나라 현지 서민들은 값싼 배를 많이 이용하는 편이나 배는 시간이 많이 걸려 여행자들이 이용할 만한 교통 수단은 아니다. 특히 대륙에 붙어 있는 태국이나 말레이시아 등 일부 국가를 이동할 때는 철도나 도로 등을 이용할 수 있지만 인도네시아, 필리핀, 중화민국등 섬나라로 이동할 때는 항공기를 이용하는 것이 유일한 방법이다.
인도네시아는 국영기업인 가루다 인도네시아가 국내선과 국제선을 운영하고 있다. 방글라데시는 다카에 국제공항이 있다.

### 도로
인도네시아의 경우, 자바에는 포장도로망이 발달해 있으나 그 밖의 섬에서는 도로가 미개발상태에 있다.
필리핀은 루손을 중심으로 자동차 도로가 발달해 있다.

### 철도
1893년에 시작된 태국의 철도는 그 뒤 국유화되어 타이국철이 운영하고 있다. 주요한 노선은 방콕을 중심으로 방사상으로 뻗어 있다. 즉 치앙마이에 이르는 북선(北線), 코라토를 거쳐 농카이 또는 우봉에 이르는 동북선(東北線), 아란야부라테이트를 지나 캄보디아 국유철도에 접속하는 동선(東線), 하자이를 거쳐 말라야 철도에 통하는 남선(南線) 등 4개 노선이다. 1965년 무렵부터 디젤화가 추진되었다.
인도네시아는 철도가 자바와 수마트라의 일부 지방에 부설되어 있다. 여러 가지 궤간(軌間)의 철도가 있는데, 3/4은 수도 자카르타가 있는 자바섬에 부설되어 있다. 베트남에는 하노이에서 호치민 시(옛 사이공)까지 해안선을 남하하는 철도가 있는데, 프랑스와 싸운 인도차이나 전쟁과 이어진 베트남·미국 등과의 베트남 전쟁으로 크게 파괴되었다. 특히 베트남 남부의 피해가 커서 마비상태에 빠져 있었으나, 통일 후인 1976년에는 30년 만에 개통하였다. 베트남전쟁중 북베트남 최대항구인 하이퐁과 수도 하노이를 연결하는 철도는 큰 역할을 하였다.
캄보디아에는 수도 프놈펜으로부터 서쪽으로 보이베트(타이 국경)에 이르는 노선과 남쪽으로 콤퐁솜만(灣) 방향으로 가는 노선이 있는데 모두 단선이다. 필리핀에도 루손섬, 파나이섬에서 철도가 경영되고 있다.
| 국명     | 철도 연장(km) | 국토 면적(km2) | 철도 밀도(km/10,000km2) |
| -------- | ------------- | -------------- | ----------------------- |
| 싱가포르 | 177           | 692.7          | 2,555                   |
| 베트남   | 2,347         | 331,212        | 70.7                    |
| 네팔     | 59            | 147,181        | 4.00                    |

동남아시아의 열차 여행은 문명의 때에 물들지 않은 순수한 자연미와 원주민들의 순박함과 친절함, 싼 물가, 이국적인 남국의 독특한 풍물 등 멋진 정취를 가져다 준다. 1993년에는 세계적인 철도회사가 이스턴 오리엔트 특급(Eastern and Oriental Express)이라는 호화 유람 열차를 싱가포르-쿠알라룸푸르-방콕 노선에서 운항하기 시작하였다. :69

### 수운
미얀마는 하천수운이 가장 중요한 교통수단으로서 이라와디강(버마어: ဧရာဝတီမြစ)이 교통의 대동맥이 되고 있어, 하구에서 1,500km 떨어진 바모까지 기선이 통행하고 있다. 시탕강(버마어: စစ်တောင်းမြစ), 땅륀강도 교통에 이용되고 있다.
많은 섬으로 된 국가인 인도네시아나 필리핀에서는 해운(海運)이 극히 중요하다.
인도네시아는 전전(戰前)에는 네덜란드의 업체가 연안항로를 거의 독점하다시피 하고 있었으나, 1957년에 이러한 권익은 모두 인도네시아에 의해 국유화되었다.
싱가포르는 아시아의 국제 교통 허브이다. 많은 항공 및 해운 노선이 이곳을 지난다. 싱가포르 항(Port of Singapore)은 PSA 인터내셔널(PSA International)과 주롱 포트(Jurong Port)에 의해 운영되는데, 취급 선적 톤수 기준으로 세계 2위(2005년)인 총중량 11.5억톤, 컨테이너 물동량 기준으로 2,320만 TEU를 기록했다.
필리핀도 선박 통행으로 국토가 이어지게 되었다.
미얀마는 대외무역이 주로 양곤 항을 통해서 이루어진다.

## 같이 보기
- 동아시아
- 남아시아
- 중앙아시아
- 서아시아
- 북아시아 (시베리아)
- 동남아시아 국가연합 (ASEAN)